# 강왕 (발해)
강왕(康王, ?~809년 1월)은 발해의 제6대 왕으로, 휘는 숭린(嵩璘)이다. 문왕의 막내 아들이고 성왕의 계부(季父)다. 연호는 정력(正曆)이다.

## 생애
이름은 대숭린(大嵩璘)이며 무왕의 아들이다. 794년, 조카인 성왕이 죽자 즉위하였다. 조카 성왕에게 자녀가 있었는지 유무 여부, 숭린의 정변 여부는 기록이 없어 알 수 없다. 즉위 후 연호를 정력으로 개원하였다.
795년 2월 당나라는 내시 은지첨(殷志瞻)을 파견해 우효위대장군 흘한주도독(右驍衛大將軍忽汗州都督)에 제수하고 발해 국왕보다 낮은 작위인 발해군왕(渤海郡王)으로 책봉하였다. 797년 발해 측은 당에 사절을 보냈고 당나라는 그에게 은청광록대부 검교사공 흘한주도독(銀青光祿大夫 檢校司空 忽汗州都督)과 발해국왕(渤海國王)에 봉했다. 그런데 신당서 219권에 의하면 보응 원년(762년) 당 숙종이 조령을 내려 발해를 국으로 봉하고 흠무를 왕으로 봉했으며 검교태위로 승진시켰다(寶應元年 詔以渤海爲國 欽茂王之 進檢校太尉)는 기록이 있어 강왕이 군왕직을 승습했다는 구당서 기록과는 앞뒤가 맞지않는다.
그는 당나라에 요구하여 부왕  무왕 국왕직에 추증됐다. 강왕은 발해의 국왕직을 계승할 당시에는 당나라로부터 발해군왕직을 받았다. 구당서 199권에 의하면 그는 당나라 개원 연간에 부왕의 직을 승습해 군왕에 임명됐다 한다. 이후 좌금오대장군(金吾大將軍)에 봉해지고, 현종 천보 연간에 특진하여 태자첨사, 빈객(太子詹事 賓客)에 임명됐다. 대종 대력 연간에 사공(司空), 태위(太尉)에 임명됐다. 강왕이 승습할 때는 군왕, 장군직이었다. 강왕은 당나라에 사절을 보내 부왕을 국왕으로 추존할 것을 요청하여 책명받았다.
이후 당나라에 여러 번 사신을 보냈다. 797년 11월 조카 대능신(大能信) 등을 당나라에 사신으로 파견했다. 당나라에서는 대능신에게 특별히 좌효위중랑장 우후 누번장(左驍衛中郎將 虞候 婁蕃長)에 제수하고 도독 여부구(茹富仇)에게는 우무대장군(爲右武衛將軍)을 특별히 제수했으며 이후 귀국했다. 804년 다시 당나라에 사신을 보냈는데 당나라는 그에게 금자광록대부 검교사공(金紫光祿大夫 檢校司空)에 임명했다. 806년 10월 당 헌종이 즉위하자 다시 당나라에 사신을 보냈고, 당 헌종은 그를 검교태위(檢校太尉)에 봉했다. 그해 12월 다시 당나라에 사신과 공물을 보냈다.
809년 1월 붕어하였다. 강왕 사후 세 아들인 대원유(大元瑜), 대언의(大言義), 대명충(大明忠)이 정왕(定王), 희왕(僖王), 간왕(簡王)으로 왕통을 이었지만 간왕 사후 선왕(宣王)이 즉위함으로써 발해의 왕통은 대야발의 후손으로 이어져 고왕으로부터의 직계 왕통은 단절되었다.

## 가족 관계
- 부왕 : 문왕(文王, ? ~ 793, 재위 : 737 ~ 793)
- 모후 : 미상[1]
  - 강왕
    - 질자 : 대청윤(大淸允)[2]
    - 질자 : 대능신(大能信)[3]
    - 왕자 : 정왕(定王, ? ~ 812, 재위 : 809 ~ 812)
    - 왕자 : 희왕(僖王, ? ~ 817, 재위 : 812 ~ 817)
    - 왕자 : 간왕(簡王, ? ~ 818, 재위 : 817 ~ 818)

## 같이 보기
- 신라
  - 원성왕 (785년 ~ 798년)
  - 소성왕 (798년 ~ 800년)
  - 애장왕 (800년 ~ 809년)